# ФК Младост Турија
ФК Младост је фудбалски клуб из Турије. Основан је 1920. године, и тренутно се такмичи у Војвођанској лиги Север.

## Историја
Фудбалски клуб у Турији почео је са радом 1912. на туринском јарошу код "Камара". Фудбалску лопту у село донели су из Будимпеште сарачки помоћници Јеличић Богдан звани Бапа и Зеремски Жарко звани Вепар. У прво време играло се лоптом на две мете, а затим су заинтересовани младићи оформили ФК "Соко". Озбиљнији фудбалски рад, пријатељска и првенствена такмичења одвијала су се после Првог светског рата, тачније током 1920. У то време фудбалски клуб из Турије је носио љубичасте дресеве. ФК Соко мења свој назив у ФК "Војводина", а касније у ФК "Раднички" задржавши љубичасте дресове све до Другог светског рата. Први регистровани фудбалери били су: Зеремски Жарко Вепар, Јеличић Богдан Бапа, Муњин Ђурица, Малетин Милован Чикица, Татић Младен, Јојкић Милош Апотекар, Главић Драгољуб Баба који је у то време важио за најбољег фудбалера. Био је ту Медурић Мика Микец и др Владимир Николић.
У то време турински фудбалери имали су доста пријатељских сусрета са: ФК "САНД" Суботица, ФК "Југославија" Београд, ФК "Макаби" Нови Сад. Први председник био је Поп Василије Јојкић Ронђа.....
Први запаженији успех фудбалски клуб из Турије остварује у сезони 1959/60. када се такмичи у Бачкој лиги, четвртом степену такмичења тадашње држава. У њој ће остати наредне две године када ће након завршене сезоне 1961/62 и пласирања на 10 место (од 12) испасти у нижи ранг.